# Israeli Opera

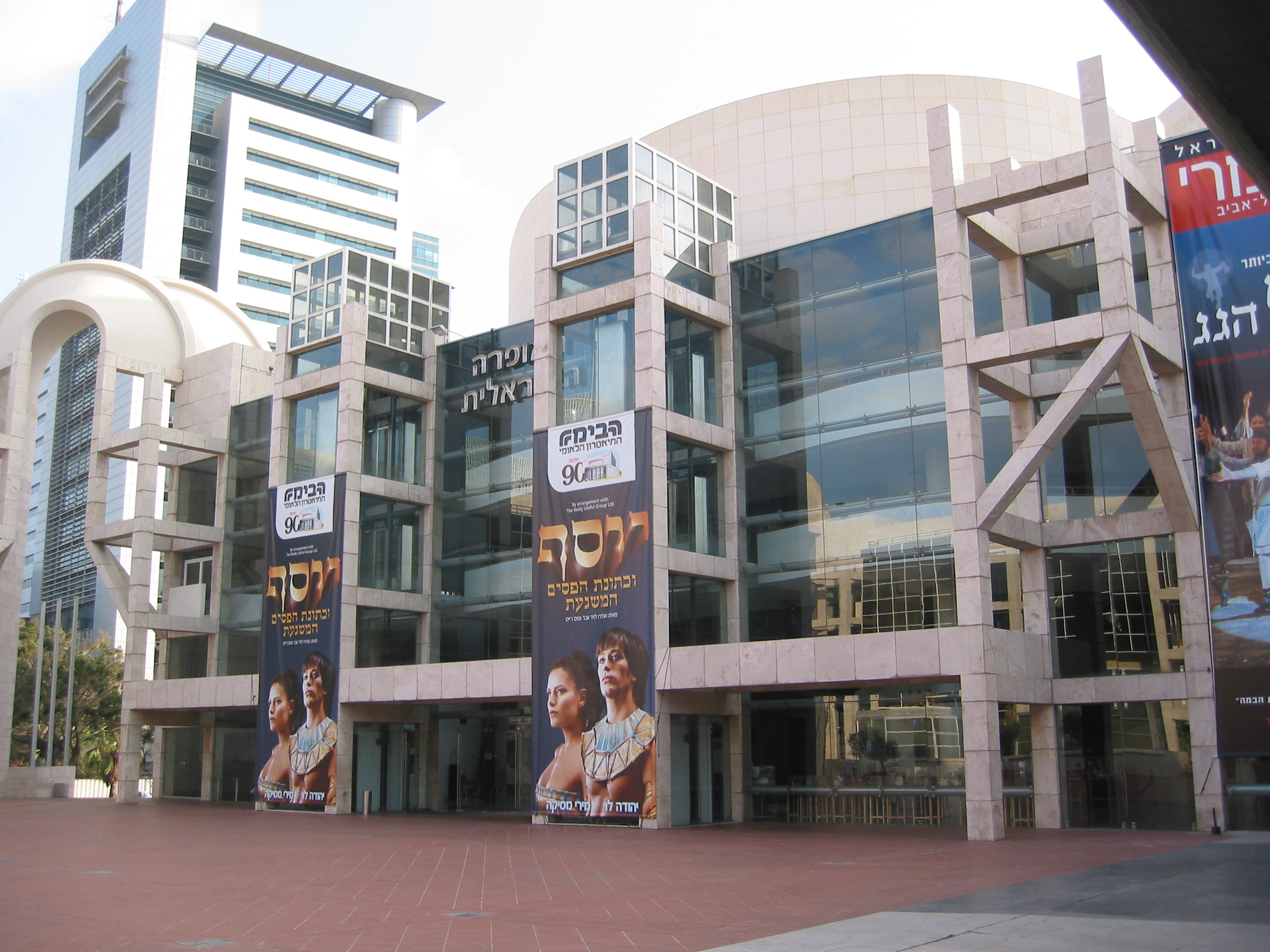
Israeli Opera

Die New Israeli Opera in Tel Aviv wurde 1985 von Uri Offer und dem Israel Chamber Orchestra gegründet und mit Dido and Aeneas von Henry Purcell im Cameri-Theater eröffnet. Seit 1994 verfügt die Israeli Opera über eine eigene Spielstätte im Tel Aviv Performing Arts Centre und spielt alljährlich rund acht Opern.
Intendant ist derzeit Zach Granit, als Musikalischer Leiter fungiert Dan Ettinger.

## Geschichte
Die Geschichte der Oper in Palästina beginnt 1917 in Moskau, wo der aus der Ukraine stammende Dirigent Mordechai Golinkin (1875–1963) in einem Essay Citadel of Art in Palestine von Oper in Palästina träumt. Sechs Jahre später kam Golinkin nach Tel Aviv und beginnt, Opernaufführungen zu dirigieren. Da es damals keine Opernbühne in Palästina gab, nutzte er größere Lichtspieltheater. Die erste Premiere galt Verdis La traviata und fand am 28. Juli 1923 statt.
Von 1940 bis 1945 führten der Komponist Marc Lavry (1903–1967) und der Dirigent Georg Singer (1906–1980) die Palestine Folk Opera. Sechzehn Produktionen entstanden bis 1945, darunter die erste Oper in hebräischer Sprache: Dan HaShomer von Lavry, nach Texten von Shalom Yosef Shapira und Max Brod.
Im November 1945 kam die amerikanische Sopranistin Edis de Philippe (1918–1978) nach Palästina und gründete kurz entschlossen die Israel National Opera. Ihre Truppe tourte durchs ganze Land, spielte fast jeden Abend und konnte eine Reihe musikalischer Talente aus der ganzen Welt als Ensemblemitglieder gewinnen, darunter von 1962 bis 1965 Plácido Domingo. Einige der Produktionen wurden von Golinkin dirigiert. 1982 beschloss das Ministerium für Bildung, Kultur und Sport die Subventionen einzustellen. Das Ensemble wurde aufgelöst.
Die Gründung der derzeitigen Israeli Opera beruht auf Bemühungen des Council for Arts and Culture und des damaligen Intendanten des traditionsreichen Cameri-Theaters, Uri Offer, der schließlich auch zum ersten Generalintendanten der neuen Institution bestellt wurde. Erster musikalischer Leiter wurde 1985 Yoav Talmi, Chefdirigent des Israel Chamber Orchestra. Heute verfügt das Haus über 18.000 Abonnenten, veranstaltet auch Ballettabende, klassische Konzerte, Jazzkonzerte und Kinderprogramme, kooperiert auf internationaler Ebenen mit mehreren Opernhäusern und hat sich als Institution fest im Kulturleben des Landes etabliert.

## Spielplan
Der Spielplan der Israeli Opera umfasst das klassische Repertoire von Glucks Orfeo ed Euridice bis zu Brittens Peter Grimes, Billy Budd und dessen The Turn of the Screw, beinhaltet aber auch Operetten, wie die Csardasfürstin, und Musicals, wie Sweeney Todd und die West Side Story. Die Werke Richard Wagners werden von der Israeli Opera nicht aufgeführt. Das Haus vergibt auch Kompositionsaufträge und hat bereits einige neue Opern in hebräischer Sprache uraufgeführt: Josef, Dear Son of Mine, Half a Moon Tale, A Child Dreams und A Journey to the End of the Millennium. Mit Ausnahme der Kinderopern werden alle Produktionen in der Originalsprache gesungen, es gibt Übertitel in Hebräisch und Englisch.
Das Ensemble bestreitet auch regelmäßig Freiluftaufführungen, in den 1990er Jahren im Römischen Theater von Caesarea Maritima, 2009 und 2010 am Sultan's Pool am Fuße des Berg Zion und beim Masada-Opernfestival am Toten Meer, wo die Israeli Opera 2010 Nabucco, 2011 Aida, 2012 Carmen und 2014 La traviata präsentierte.
Namhafte Ensembles gastierten und gastieren an der Israeli Oper: In den 1990er Jahren kamen die Oper Frankfurt (mit A Midsummer Night's Dream), die Staatsoper Hamburg (mit Belshazzar und mit Le nozze di Figaro), sowie die Deutsche Oper Berlin (mit Zauberflöte und Maskenball) nach Tel Aviv. Zahlreiche russische Ensembles zeigten an der Israeli Opera eine Reihe von Standardwerken des russischen Repertoires: Fünfmal gastierte die Oper von Kirow an der Israeli Opera, mit Mussorgskis Chowanschtschina, Strauss’ Salome, Tschaikowskis Pique Dame, Prokofjews Feurigen Engel und schließlich Verdis Falstaff. Dreimal kam die Moskauer Helikon-Oper nach Tel Aviv: das erste Mal 2004 mit Rimski-Korsakows Die Zarenbraut und Tschaikowskis Mazeppa, 2005 mit der Carmen, zuletzt 2006 mit Schostakowitschs Lady Macbeth von Mzensk und Mussorgskis Boris Godunow. Schließlich brachten 2013 das Bolschoi-Theater Tschaikowskis Eugen Onegin und die Nowaja Opera aus Moskau Borodins Fürst Igor.
Weiters gastierten in Tel Aviv die Sasha Waltz Company (mit Dido and Aeneas), die Litauische Nationaloper (mit Salome), die Scala (mit Aida und dem Verdi-Requiem), sowie die Cape Town Opera (mit Porgy and Bess).

## Gastspiele
Im Jahr 2000 gastierte die Truppe mit Strauss’ Elektra und Donizettis L’elisir d’amore bei den Savonlinna-Opernfestspielen in Finnland. 2003 führte das Ensemble La traviata bei den Wiesbadener Maifestspielen auf, in der Spielzeit 2005/06 L’elisir d’amore an der Deutschen Oper Berlin. 2008 gastierte die Israeli Opera an der Opera di Roma mit A Journey to the End of the Millennium, 2012 kam sie erneut nach Wiesbaden, nunmehr mit Tosca und A Child Dreams.